# Cnemidophorus ruthveni
Espèce
Synonymes
- Cnemidophorus murinus ruthveni Burt, 1935

Cnemidophorus ruthveni est une espèce de sauriens de la famille des Teiidae.

## Répartition
Cette espèce, extrêmement commune sur l'île, est endémique de Bonaire.

## Étymologie
Cette espèce est nommée en l'honneur d'Alexander Grant Ruthven.

## Publication originale
- Burt, 1935 : A new lizard from the Dutch Leeward Islands (Cnemidophorus murinus ruthveni). Occasional Papers of the Museum of Zoology, University of Michigan, n. 324, p. 1-3 (texte intégral).